# Газенмор
Газенмор (нім. Hasenmoor) — громада в Німеччині, розташована в землі Шлезвіг-Гольштейн. Входить до складу району Зегеберг. Складова частина об'єднання громад Кальтенкірхен-Ланд.
Площа — 17,77 км2. Населення становить 769 ос. (станом на 31 грудня 2020).